# توني لي (لاعب كرة قدم)
توني لي (بالإنجليزية: Tony Lee)‏ (4 يونيو 1937 بمانشستر في المملكة المتحدة - ) هو لاعب كرة قدم بريطاني في مركز الهجوم. لعب مع نادي ساوثبورت.